# Горњи Лајковац
Горњи Лајковац је насеље у Србији у општини Мионица у Колубарском округу. Према попису из 2022. било је 257 становника.
Овде се налази Кућа Ковачевића.

## Историја
Први помен села је забележен у турском попису (тефтеру) за хиџретску 934. годину, тј. 1527/1528. годину по садашњем рачунању времена.

Транскрибован на модерни турски, са османске арабице, унос са 210. странице тефтера TD 144 је гласио овако:
Gorna-İvlaykoviç karye, Valyeva nahiye - Село Горњи Влајковић, Нахија Ваљево
Слово И додато је на почетак у складу са праксом вокалног турског језика да се додају самогласници тежим сугласничким групама, ради лакшег изговора. Слично је са градом Пећ у Метохији, на турском званим Ипек, или Скопљем, које је називано Ускуб. На исти начин су, у истом тефтеру, записана места Словац Исловац и Степање као Истепање, као и Доњи Лајковац.
Иако у уносу стоји ''Горња'', контекстом имена ''Влајковић'' се разуме да у роду треба да буде ''Горњи''. Сва места у овом тефтеру са префиском ''Горњи'' су именована са ''Gorna'', независно од стварног граматичког рода места.

## Демографија
У насељу Горњи Лајковац живи 376 пунолетних становника, а просечна старост становништва износи 45,4 година (44,9 код мушкараца и 45,8 код жена). У насељу има 141 домаћинство, а просечан број чланова по домаћинству је 3,16.
Ово насеље је у потпуности насељено Србима (према попису из 2002. године), а у последња три пописа, примећен је пад у броју становника.
|  |

| Демографија | Демографија | Демографија |
| Година      | Становника  | Становника  |
| ----------- | ----------- | ----------- |
| 1948.       | 1.044       |             |
| 1953.       | 1.076       |             |
| 1961.       | 940         |             |
| 1971.       | 818         |             |
| 1981.       | 722         |             |
| 1991.       | 554         | 547         |
| 2002.       | 446         | 451         |

| Етнички састав према попису из 2002.‍ | Етнички састав према попису из 2002.‍ | Етнички састав према попису из 2002.‍ | Етнички састав према попису из 2002.‍ | Етнички састав према попису из 2002.‍ |
| ------------------------------------ | ------------------------------------ | ------------------------------------ | ------------------------------------ | ------------------------------------ |
|                                      |                                      |                                      |                                      |                                      |
| Срби                                 | Срби                                 |                                      | 446                                  | 100,0%                               |
| непознато                            | непознато                            |                                      | 0                                    | 0,0%                                 |

| Година пописа     | 1948. | 1953. | 1961. | 1971. | 1981. | 1991. | 2002. |
| ----------------- | ----- | ----- | ----- | ----- | ----- | ----- | ----- |
| Број домаћинстава | 173   | 182   | 178   | 186   | 179   | 163   | 141   |

| Број чланова      | 1  | 2  | 3  | 4  | 5  | 6  | 7 | 8 | 9 | 10 и више | Просек |
| ----------------- | -- | -- | -- | -- | -- | -- | - | - | - | --------- | ------ |
| Број домаћинстава | 32 | 37 | 22 | 15 | 13 | 13 | 6 | 1 | 1 | 1         | 3,16   |

| Пол    | Укупно | Неожењен/Неудата | Ожењен/Удата | Удовац/Удовица | Разведен/Разведена | Непознато |
| ------ | ------ | ---------------- | ------------ | -------------- | ------------------ | --------- |
| Мушки  | 205    | 60               | 126          | 14             | 5                  | 0         |
| Женски | 185    | 20               | 124          | 39             | 2                  | 0         |
| УКУПНО | 390    | 80               | 250          | 53             | 7                  | 0         |

| Пол    | Укупно                    | Пољопривреда, лов и шумарство | Рибарство                            | Вађење руде и камена | Прерађивачка индустрија       |
| ------ | ------------------------- | ----------------------------- | ------------------------------------ | -------------------- | ----------------------------- |
| Мушки  | 146                       | 124                           | 0                                    | 0                    | 8                             |
| Женски | 82                        | 73                            | 0                                    | 0                    | 1                             |
| УКУПНО | 228                       | 197                           | 0                                    | 0                    | 9                             |
| Пол    | Производња и снабдевање   | Грађевинарство                | Трговина                             | Хотели и ресторани   | Саобраћај, складиштење и везе |
| Мушки  | 0                         | 6                             | 1                                    | 1                    | 2                             |
| Женски | 0                         | 0                             | 2                                    | 2                    | 0                             |
| УКУПНО | 0                         | 6                             | 3                                    | 3                    | 2                             |
| Пол    | Финансијско посредовање   | Некретнине                    | Државна управа и одбрана             | Образовање           | Здравствени и социјални рад   |
| Мушки  | 0                         | 0                             | 1                                    | 0                    | 0                             |
| Женски | 0                         | 0                             | 0                                    | 0                    | 0                             |
| УКУПНО | 0                         | 0                             | 1                                    | 0                    | 0                             |
| Пол    | Остале услужне активности | Приватна домаћинства          | Екстериторијалне организације и тела | Непознато            | Непознато                     |
| Мушки  | 1                         | 0                             | 0                                    | 2                    | 2                             |
| Женски | 0                         | 0                             | 0                                    | 4                    | 4                             |
| УКУПНО | 1                         | 0                             | 0                                    | 6                    | 6                             |